# Zenkerellinae
Sóc bay đuôi lông (Danh pháp khoa học: Zenkerellinae) là một phân họ của họ động vật gặm nhấm Anomaluridae, phân họ này được xếp loại vào năm 1898 bởi Paul Matschie Zenkerellinae bao gồm hai chi động vật gặm nhấm nhỏ của châu Phi là Idiurus (chuột bay) gồm 2 loài và chi Sóc lông đuôi Cameroon (đây là loài duy nhất trong chi đơn loài).
Trong số phân họ này, loài sóc đuôi lông Cameron thuộc chi Zenkerella là một trong những loài động vật có vú bí ẩn nhất thế giới, sau khi bẫy được loài vật cổ và bí ẩn Zenkerella insignis, môi trường sống tự nhiên của Zenkarella tại Trung Phi đang bị thu hẹp vì nạn phá rừng. Hiện chưa rõ còn bao nhiêu con sống trong tự nhiên.

## Loài mới
Zenkerella insignis sống trên đảo Bioko là một trong những loài vật cổ và bí ẩn nhất. Các nhà khoa học mới chỉ có được hóa thạch và những phần cơ thể rời rạc làm tư liệu trong hơn năm qua. Chưa có ai nhìn thấy một con Zenkerella còn sống. Nhưng giờ đã có một con Z.insignis còn tươi sống, từ đây có thể khám phá ra rất nhiều về quá trình tiến hóa của động vật gặm nhấm, chưa kể những thay đổi của môi trường châu Phi suốt 50 triệu năm qua. Về Zenkerella người ta đều chưa từng nghe tên, giới khoa học từng tìm thấy mẫu vật Zenkerella tại Bioko, đây là loài vật ít được biết tới nhất. Thời gian hoạt động, thức ăn hay nơi chốn chúng sinh sống hoàn toàn là bí ẩn trong suốt 50 triệu năm nay. Đây là điều hiếm thấy với động vật có vú vì đa số các chi cùng loài đều được nghiên cứu khá kỹ.
Các thành viên của chi Zenkerella là những sinh vật không tiến hóa nhiều trong 49 triệu năm qua. Chúng trẻ hơn khủng long 15 triệu năm và già hơn các loài linh trưởng 35 triệu năm. Chúng xuất hiện kể từ khi Úc vẫn còn dính liền với Nam Cực và dãy Himalaya thậm chí chưa tòn tại, Qua quan sát ban đầu chúng dường như có họ hàng với vài loài gặm nhấm khác như sóc bay đã tách ra thành một chi riêng. Điều đặc biệt nằm ở việc trong 5.400 động vật có vú, Zenkerella có cấu trúc gần sát với tổ tiên, chứng tỏ chúng là hậu duệ trực tiếp của loài cổ xưa đã tuyệt chủng, còn được mệnh danh là "hóa thạch sống".